# Фукусіма Масанорі
Фукусі́ма Масано́рі (яп. 福島正則, ふくしままさのり, МФА: [ɸu̥kuɕima masanoɾʲi]; 1561 — 26 серпня 1624) — японський військовий і політичний діяч, полководець періоду Адзуті-Момояма. Родом з провінції Оварі. Васал Тойотомі Хідейосі. Відзначився в битві при Сідзуґатаке (1583). Учасник корейських походів (1592 — 1598). В Секіґахарській битві (1600) приєднався до сил східної коаліції під проводом Токуґави Ієясу, за що отримав удільне володіння Хіросіма-хан. 1619 року був позбавлений своїх володінь через несанкційований ремонт Хіросімського замку.

## Біографія
Фукусіма Масанорі народився 1561 року в селі Футацудера повіту Кайто провінції Оварі, в родині сільських ремісників. Батько хлопця — Ітібей був бондарем. Матір походила з селянського роду Кіносіта й була рідною тіткою Тойотомі Хідейосі. 
Завдяки родинним зв'язкам Масанорі був узятий на самурайську службу. Початково він прислужував пажем своєму двоюрідному дядьку Тойотомі Хідейосі. 
1578 року Масанорі відзначився в битві під час кампанії в провінції Харіма проти роду Мікі, за що був підвищений до гвардійця. Згодом він брав участь в переможних битвах при Ямадзакі 1582 року, Сідзуґатаке 1583 року та Комакі-Наґакуте 1584 року. За відвагу в передостанній битві Хідейосі нагородив небожа титулом одного з семи найкращих списників Сідзуґатаке та призначив командиром піхоти, з річним доходом у 5 тисяч коку.
1585 року, за клопотанням дядька, Масанорі отримав від Імператорського двору 5-й молодший чиновницький ранг та звання Саемон-но-дзьо — лівого сотника Імператорської гвардії. Відтоді він став називати себе Фукусіма Саемон-даю Масанорі.
1587 року Масанорі взяв участь в поході Хідейосі на Кюсю й того ж року був нагороджений замком Юдзукі в провінції Ійо та прилеглими земельними володіннями, доходом 110 тисяч коку. Згодом він ставав господарем замків Кокуфу та Імабарі.
1590 року Масанорі керував військами провінції Ійо в Одаварскій кампанії проти роду Ходзьо, а 1592 року очолив один з експедиційних корпусів армії Хідейосі, що відправлялася на завоювання Кореї. 1595 року, за заслуги, його було переведено з провінції Ійо до провінції Оварі, де він отримав замок Кійосу з річним доходом у 240 тисяч коку.
1598 року, після смерті Хідейосі, Масанорі збилився із Токуґавою Ієясу. 1600 року він підтримав останнього в битві при Секіґахара, яка визначила політичний устрій Японії на майбутні 300 років. Ієясу нагородив Масанорі західнояпонськими провінціями Акі та Бінґо, доходом 490 тисяч коку, і призначив господарем Хіросімського замку. В нових володіннях він заклав основи удільного автономного Хіросіма-хану.
1619 року сьоґунат Токуґава конфіскував володіння Масанорі під приводом того, що він порушив японське законодавство і без дозволу уряду розпочав ремонт Хіросімського замку. Справжньою причиною конфіскації були родинні зв'язки полководця із родом Тойотомі, який вважався ворогом тогочасного державного ладу. Масанорі перевели з Хіросіми до східнояпонських провінцій Сінано й Етіґо, де виділили земельні володіння доходом 45 тисяч коку, та посадили під фактичний домашній арешт в містечку Такаї. 1620 року, у зв'язку зі смертю сина Фукусіми Тадакацу, полководець повернув сьоґунату землі в Етіґо, доходом 25 тисяч коку. 
Фукусіма Масанорі помер 26 серпня 1624 року в містечку Такаї, у віці 64-років. Його поховали в монастирі Мьосіндзі в Кіото. Мавзолей на честь покійного звели в монастирі Ґансьоїн в повіті Такаї.
Офіційна історіографія сьоґунату Токуґава тенденційно зображала Масанорі деспотичним і злим володарем, який планував заколот проти уряду. В академічній історіографії 20 століття образ цього полководця було переосмислено в позитивний бік, зважаючи на його здобутки в управлінні Хіросіма-ханом, ефективне налагодження економічного та культурного життя підконтрольних йому володінь.